# جزيرة أسوتوبون
جزيرة أسوتوبون وهي جزيرة من جزر إندونيسيا.